# Condado de Perry (Kentucky)
El condado de Perry (en inglés: Perry County), fundado en 1821, es uno de 120 condados del estado estadounidense de Kentucky. En el año 2000, el condado tenía una población de 29,390 habitantes y una densidad poblacional de 33 personas por km². La sede del condado es Hazard.

## Geografía
Según la Oficina del Censo, el condado tiene un área total de 888 km² (342,9 mi²), de la cual 886 km² (342,1 mi²) es tierra y 3 km² (1,2 mi²) (0.14%) es agua.

### Condados adyacentes
- Condado de Breathitt (norte)
- Condado de Knott (noreste)
- Condado de Letcher (sureste)
- Condado de Harlan (sur)
- Condado de Leslie (oeste)
- Condado de Clay (norroeste)
- Condado de Owsley (noroeste)

## Demografía
Según la Oficina del Censo en 2000, los ingresos medios por hogar en el condado eran de $22,089, y los ingresos medios por familia eran $26,718. Los hombres tenían unos ingresos medios de $31,702 frente a los $20,502 para las mujeres. La renta per cápita para el condado era de $12,224. Alrededor del 29.10% de la población estaban por debajo del umbral de pobreza.

## Localidades
- Buckhorn
- Cornettsville
- Hazard
- Vicco
- Saul